# Liljay
Liao Xiao Jie, en chino: 廖俊傑, pinyin: Liào Jùn Jié (n. 25 de septiembre de 1986), también conocido como Xiao Jie o Liljay, es un cantante, compositor, actor y productor taiwanés. Es integrante de la banda musical llamada JPM, junto a Qiu Wang Zi y Qiu Mao Di.  Anteriormente formó parte de una banda musical llamada Lollipop, intérpretes del género Mandopop. Liao ha firmado un contrato con una empresa llamada "A Legend Star Entertainment Corp.", una asociación fundada por el director Andy Chang, un generente general de la red televisiva Canal V. 

## Discografía

### Con JPM
- "愛情 Beautiful" (Beautiful Love) - de Moonwalk (álbum)
- "笑自己" (Laugh at Yourself) - de 365 (álbum)

### Sencillos
| Año  | #   | Información |
| ---- | --- | --- |
| 2010 | 1st | Dance Can Be Replaced with Qiu Wang Zi - Chinese: 舞可取代 - Pinyin: Wǔ kě qǔ dài - Released: 8 de julio de 2010 - Label: Sony Music Taiwan |

### Composiciones
| Año  | Canción                                         | Detallers | Contribución                 |
| ---- | ----------------------------------------------- | --- | ---------------------------- |
| 2007 | "Great First Experience (夏日初體驗)"           | - Álbum:Summer's First Experience (夏日初體驗) Álbum - Release Date: 31 de mayo de 2007 - Singer(s): Lollipop            | parte de la letra            |
| 2007 | "Brown Sugar Show"                              | - Álbum:Brown Sugar Macchiato Álbum - Release Date: 31 de agosto de 2007 - Singer(s): Lollipop                           | letra                        |
| 2007 | "Between Us (我們之間)"                         | - Álbum:Gyashan (哪裡怕) Álbum - Release Date: 28 de diciembre de 2007 - Singer(s): Lollipop                             | parte de la letra            |
| 2007 | "Follow My Tempo (跟著我的Tempo)"               | - Álbum:Gyashan (哪裡怕) Álbum - Release Date: 28 de diciembre de 2007 - Singer(s): Lollipop                             | parte de la letra            |
| 2007 | "That Day (那一天)"                             | - Álbum:Gyashan (哪裡怕) Álbum - Release Date: 28 de diciembre de 2007 - Singer(s): Lollipop                             | letra                        |
| 2008 | "Cang Jing Ge (藏經閣)"                         | - Album:The Legend of Brown Sugar Chivalries - Release Date: 6 de octubre de 2008 - Singer(s): Lollipop/Hey Girls        | parte de la letra            |
| 2008 | "Dear Baby"                                     | - Album:The Legend of Brown Sugar Chivalries - Release Date: 6 de octubre de 2008 - Singer(s): Lollipop/Hey Girls        | parte de la letra            |
| 2009 | "Too Young (太青春)"                            | - Album:Too Young - Release Date: 29 de mayo de 2009 - Singer(s): Choc7                                                  | letra                        |
| 2009 | "Exchange Diaries (交换日記)"                   | - Album:I Am Legend - Release Date: 19 de junio de 2009 - Singer(s): Yang Xiao Yu (小煜), Liao Xiao Jie (小傑), Lollipop | letra                        |
| 2009 | "衝破封鎖線"                                    | - Album:I Am Legend - Release Date: 19 de junio de 2009 - Singer(s): Yang Xiao Yu (小煜), Liao Xiao Jie (小傑), Lollipop | letra                        |
| 2009 | "少了你的房間"                                  | - Album:I Am Legend - Release Date: 19 de junio de 2009 - Singer(s): Yang Xiao Yu (小煜), Liao Xiao Jie (小傑), Lollipop | letra                        |
| 2009 | "One Way"                                       | - Album:I Am Legend - Release Date: 19 de junio de 2009 - Singer(s): Yang Xiao Yu (小煜), Liao Xiao Jie (小傑), Lollipop | parte de la letra            |
| 2011 | "Star Love Song (星空戀曲)"                     | - Album:原來如此！！ - Release Date: 27 de mayo de 2011 - Singer(s): 鄧福如                                              | parte de la letra            |
| 2011 | "Loved you for a long time (喜歡你好久)"        | - Album:Moonwalk - Release Date: 26 de agosto de 2011 - Singer(s): JPM                                                   | parte de la letra/producción |
| 2011 | "Beautiful Love (爱情 Beautiful)"               | - Album:Moonwalk - Release Date: 26 de agosto de 2011 - Singer(s): JPM                                                   | letra/compositor/producción  |
| 2012 | "Without you, there is no way (沒有辦法沒有你)" | - Album:Kimberley - Release Date: April 2012 - Singer(s): Kimberley Chen                                                 | parte de la letra            |
| 2012 | "Believe in Love (相信愛)"                      | - Album:365 - Release Date: 30 de noviembre de 2012 - Singer(s): JPM                                                     | letra/compositor/producción  |
| 2012 | "Internet (ft. Kimberley Chen)                  | - Album:365 - Release Date: 30 de noviembre de 2012 - Singer(s): JPM                                                     | letra/producción             |
| 2012 | "The Downhill of Love (愛情的下坡)"             | - Album:365 - Release Date: 30 de noviembre de 2012 - Singer(s): JPM                                                     | producción                   |
| 2012 | "Laugh at Yourself (笑自己)"                    | - Album:365 - Release Date: 30 de noviembre de 2012 - Singer(s): JPM                                                     | letra/producción             |

## Filmografía
| Año  | Título                           | Personaje             |
| ---- | -------------------------------- | --------------------- |
| 2008 | 六樓后座2家屬謝禮 Happy Funeral  | Cameo (with Lollipop) |
| 2009 | 廖問之越V風雲 (The Great Escape) | 廖問                  |
| 2012 | 極限衝鋒                         | Liang Wei (梁威)      |

| Año  | Título   | Personaje                |
| ---- | -------- | ------------------------ |
| 2013 | 愛味男女 | Tang Yiwei (小傑-唐艾偉) |

| Año  | Título de la canción  | Cantantes (s)        | Álbum                        |
| ---- | --------------------- | -------------------- | ---------------------------- |
| 2010 | Dance Can Be Replaced | Liao and Qiu Wang Zi | Dance Can Be Replaced single |
| 2012 | Ai Ni (Love You)      | Kimberley Chen       | Kimberley陳芳語              |

### Series de televisión
| Año  | Título en inglés                         | Título original                                  | Caracteres/personaje            |
| ---- | ---------------------------------------- | ------------------------------------------------ | ------------------------------- |
| 2007 | "Sister is Coming" (Lollipop idol drama) | 棒棒堂偶像劇《姐姐來了》                         | Salesperson                     |
| 2007 | Brown Sugar Macchiato                    | 黑糖瑪奇朵 (黑糖玛奇朵) (Hei Tang Ma Qi Duo)     | Xiao Jie                        |
| 2007 | "Love Is Here" (Lollipop idol drama)     | 棒棒堂偶像劇《愛情來了》                         | Supporting Character - novelist |
| 2008 | The Legend of Brown Sugar Chivalries     | 黑糖群俠傳 (黑糖群侠传) (Hei Tang Qun Xia Chuan) | Ronaldo                         |
| 2013 | Flavor Lover                             | 愛味男女 (Ai Wei Nan Nu)                         | Tang Ai Wei                     |

### Hosting televisión
| Título                            | Canal            | Fecha                                             |
| --------------------------------- | ---------------- | ------------------------------------------------- |
| Bang Bang Tang                    | Channel V Taiwan | 14 de agosto de 2006 – 29 de agosto de 2008       |
| 娛樂新聞                          | TVBS-G           | 2007                                              |
| 我愛黑澀會                        | Channel V Taiwan | 2007                                              |
| LOLLIPOP哪裡怕                    | Channel V Taiwan | 27 de octubre de 2007 – 19 de abril de 2008       |
| 哪裡5打坑                         | Channel V Taiwan | 7 de septiembre de 2008 – 30 de noviembre de 2008 |
| Bang Bang Tang II                 | Channel V Taiwan | 20 de noviembre de 2008                           |
| Bang Bang Tang III                | Channel V Taiwan | 2 de marzo de 2009 – 30 de julio de 2009          |
| Fun Week Explosion (娛樂週爆)     | 壹電視           | 30 de octubre de 2010 - 31 de agosto de 2011      |
| Apple Fun One Week (蘋果娛樂一週) | 壹電視           | 1 de septiembre de 2011                           |
| (我愛男子漢)                      | STV              | 6 January - 7 de abril de 2012                    |
| Miss Perfect (超完美小姐)         | 爱尚TV           | 6 de junio de 2012                                |
| Power of Man (給力男子漢)         | 四川衛視         | 22 de septiembre de 2012                          |

## Libros
- 2011年2月 傳奇星2011寫真記事 - Legendary Star Memo 2011[10]